# Célastrol

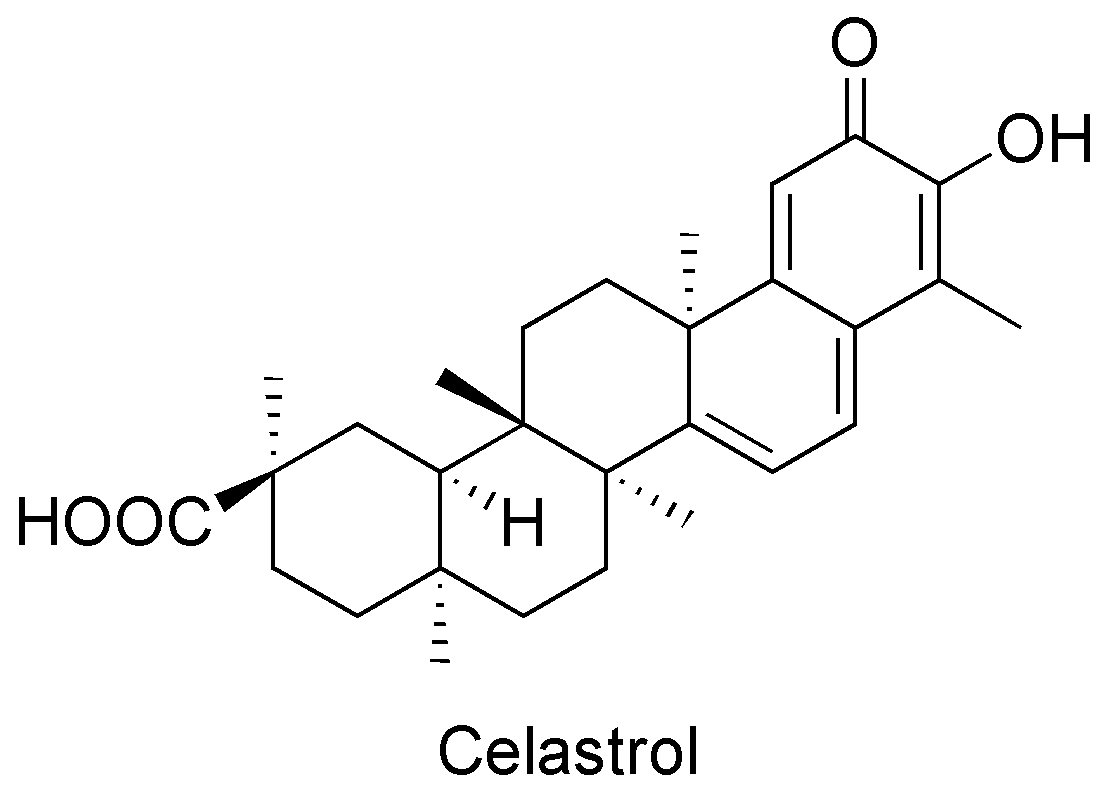
Formule topologique du célastrol.

Le célastrol (triptérine) est un composé organique isolé des extraits de racine de Tripterygium wilfordii (vigne du dieu du tonnerre) et de Tripterygium regelii. Le célastrol est une quinone nortriterpénique pentacyclique et appartient à la famille des méthides de quinone. Chez la souris, le célastrol est un agoniste du NR4A1 qui atténue l'inflammation et induit l'autophagie. Chez la souris également, le célastrol augmente l'expression de l'IL1R1, qui est le récepteur de la cytokine interleukine-1 (IL-1). Les souris knock-out IL1R1 exposées au célastrol ne présentent aucun effet sensibilisant à la leptine ni d'effet anti-obésité.
Dans des expériences animales in vitro et in vivo, le célastrol présente des propriétés antibactériennes, antioxydantes, anti-inflammatoires,, anticancéreuses,,,,,, et est insecticide. Il a été démontré qu'il a des effets sur le contrôle de l'obésité chez la souris en inhibant les régulateurs négatifs de la leptine,,. Le célastrol a également montré qu'il possédait (par inhibition de NF-κB dans l'hypothalamus) des effets antidiabétiques sur la néphropathie diabétique et qu'il améliorait la résistance à l'insuline du corps entier.
Le célastrol inhibe la voie de signalisation IKK-NF-κB via de multiples cibles moléculaires : inhibition directe des IKKα et β kinases, inactivation de CDC37 et de p23, qui sont des protéines chaperonnes HSP90, inhibition des protéasomes et activation de HSF1, qui déclenche la réponse au choc thermique. Les preuves disponibles indiquent que le célastrol se lie de manière covalente aux groupes thiol des résidus de cystéine dans ses cibles moléculaires.
Le célastrol a également démontré des effets inhibiteurs in vitro contre la carbapénèmase de Klebsiella pneumoniae, en association avec le thymol, un monoterpène.